# Messier 47
Messier 47 (auch als NGC 2422 = NGC 2478 bezeichnet) ist ein 4,4 mag heller offener Sternhaufen mit einer Winkelausdehnung von 30' im Sternbild Puppis. Der Haufen ist ungefähr 1600 Lichtjahre entfernt und seine 50 Sterne erstrecken sich über ein Gebiet von etwa 10 Lichtjahren. M47 ist rund 80 Millionen Jahre alt.